# 우크라이나의 정당
다음은 우크라이나의 정당 관련 정치 제도나 주요 정당들에 대해 서술한다. 우크라이나는 다당제 국가이며, 현재 집권당은 인민의 종이다.
2014년 우크라이나 혁명 이후에 우크라이나가 민주화되면서 주요 정당들이 크게 뒤틀려서 따로 서술하도록 한다.

## 정당 목록

### 2019년 기준 주요 정당
| 소속 연맹 : 여당 야당 대체로 친러시아 성향의 야당은 우크라이나 동부의 지지를 받는다. |

|  | 정당명                   | 의원수    | 정치 성향                            | 스펙트럼        |
|  | ------------------------ | --------- | ------------------------------------ | --------------- |
|  | 인민의 종                | 254 / 450 | 자유지상주의                         | 빅텐트 정당     |
|  | 인생을 위한 야권연단     | 43 / 450  | 사회자유주의                         | 친러 중도       |
|  | 전우크라이나 연합 "조국" | 26 / 450  | 보수주의, 자유 보수주의, 범유럽주의  | 중도우파        |
|  | 유럽연대                 | 25 / 450  | 보수주의, 자유 보수주의              | 중도 - 중도우파 |
|  | 목소리                   | 20 / 450  | 중도주의, 범유럽주의                 | 중도            |
|  | 야권전선                 | 6 / 450   | 사회자유주의                         | 친러 중도       |
|  | 자조당                   | 1 / 450   | 기독교민주주의, 보수주의, 범유럽주의 | 중도우파        |
|  | 전우크라이나 연합 "자유  | 1 / 450   | 보수주의, 범유럽주의                 | 우익 - 극우     |
|  | 연합 중앙                | 1 / 450   | 범유럽주의                           | 중도-중도우파   |
|  | 빌라 체르크바의 "다함께" | 1 / 450   | 범유럽주의, 보수주의                 | 중도            |
|  | 무소속                   | 46 / 450  |                                      |                 |
|  | 공석                     | 26 / 450  |                                      |                 |

## 같이 보기
- 우크라이나의 정치